# اومرته (گجرات)

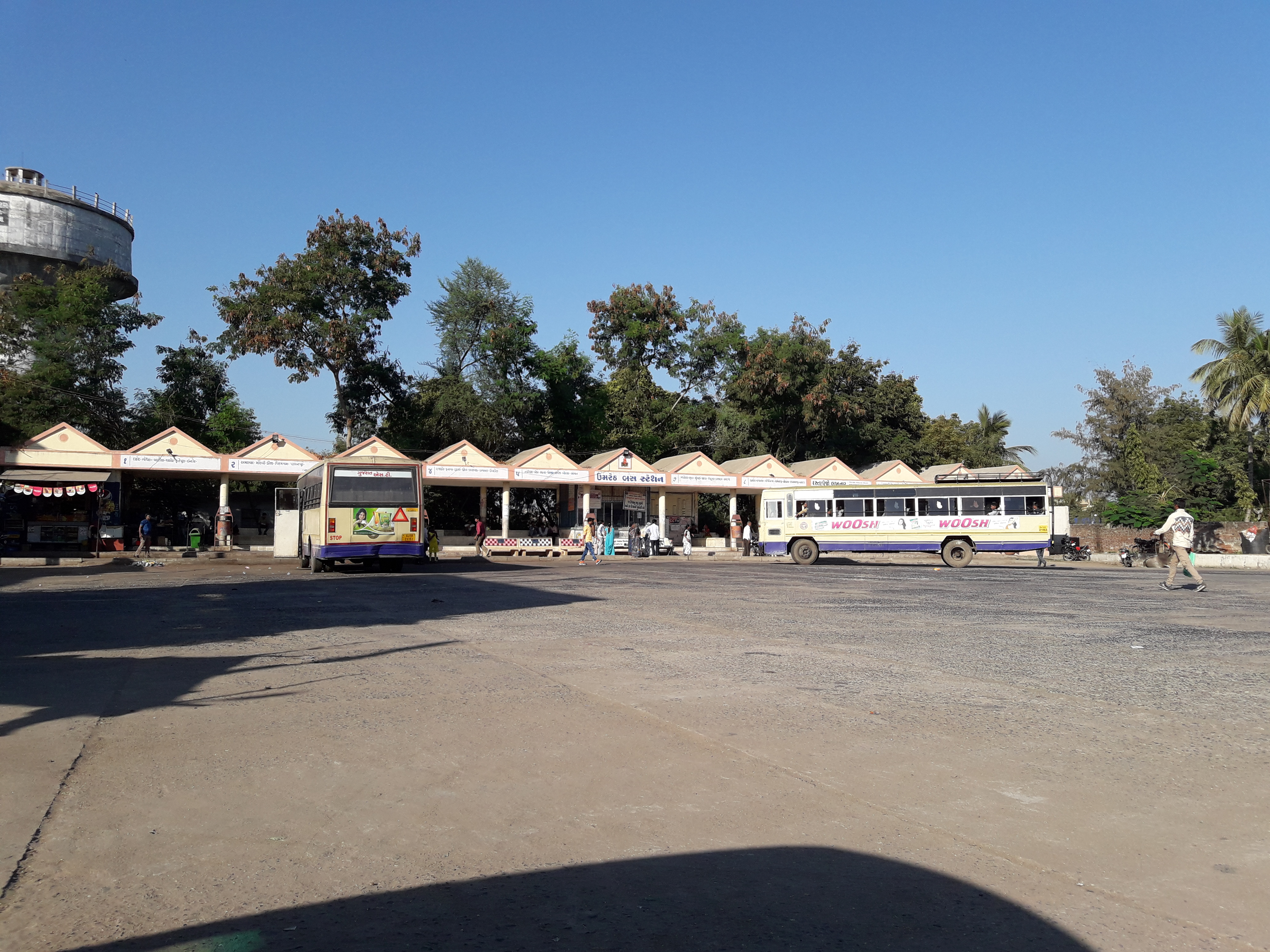
منطقه مسکونی اومرته (گجرات)

اومرته (به انگلیسی: Umreth) یک منطقهٔ مسکونی در هند است که در Umreth Taluka واقع شده‌است. اومرته ۳۲٬۱۹۱ نفر جمعیت دارد.